# Plotheia lativitta
Plotheia lativitta är en fjärilsart som beskrevs av Moore 1885. Plotheia lativitta ingår i släktet Plotheia och familjen trågspinnare. Inga underarter finns listade i Catalogue of Life.